# Интернет Контроль Сервер
Межсетевой экран ИКС – это современный межсетевой экран нового поколения, который позволяет оптимизировать работу корпоративной сети, настроить удаленный доступ, обеспечить защиту данных, контролировать доступ пользователей, настроить фильтрацию контента, развернуть сетевые сервисы.
ИКС зарегистрирован в Едином реестре российских программ для ЭВМ и БД и подходит для импортозамещения, а также сертифицирован в Оперативно-аналитическом центре при Президенте Республики Беларусь. Компания-разработчик  межсетевого экрана ИКС получила лицензию на разработку СЗИ.
В августе 2024 года «А-Реал Консалтинг» получил сертификат соответствия требованиям ФСТЭК на межсетевой экран ИКС.
«Интернет Контроль Сервер» относится к профилям защиты:
- межсетевых экранов типа «А» 4-го класса (ИТ.МЭ.А4.ПЗ);
- межсетевых экранов типа «Б» 4-го класса (ИТ.МЭ.Б4.ПЗ);
- СОВ уровня cети 4-го класса (ИТ.СОВ.С4.ПЗ).

Это значит, что этот программный продукт:
- подходит для установки на физических и логических границах сети;
- способен противостоять неконтролируемым сетевым подключениям и внедрению вредоносного ПО;
- обеспечивает надежную защиту инфраструктуры;
- подходит для защиты персональных данных.

ИКС может использоваться:
- в государственных информационных системах до 1 класса защищенности включительно;
- в информационных системах персональных данных до 1 уровня защищенности включительно;
- в значимых объектах критической информационной инфраструктуры 1 категории;
- в автоматизированных системах управления производственными и технологическими процессами 1 класса защищенности;
- в информационных системах общего пользования 2 класса.

Данное ПО не предназначено для защиты информации, содержащей государственную тайну.

## Особенности программы
После установки ИКС на сервер все настройки системы производятся через веб-интерфейс программы.
ИКС включен в реестр российского ПО (№ 322).
Среди прочих особенностей:
- Поддержка Active Directory
- Межсетевой экран
- Потоковый антивирус для HTTP- и почтового трафика
- Безопасный удаленный доступ к сети
- Контроль приложений (утилита xauth)
- Прокси-сервер
- Почтовый сервер
- DNS- и DHCP-серверы
- Web-, FTP- и файловый серверы
- Jabber сервер
- Встроенный контроллер домена
- IPsec-шифрование
- Модуль IP-телефонии
- Поддержка VPN, OpenVPN
- Поддержка WireGuard для site-to-site соединений
- Layer7-фильтрация трафика
- Собственные категории трафика Garnet
- Категории трафика SkyDNS
- Контентная-фильтрация содержимого страниц по базам Минюста, Роскомнадзора и Госнаркоконтроля, РБОС (Реестр безопасных образовательных сайтов).
- Дополнительные модули: антивирус Касперского, антиспам Касперского, Касперский Web-Filtering, модуль SkyDNS, Garnet Web Filter.[3]

## История версий
- 15 июля 2003 — 19 октября 2006: ИКС распространяется в виде набора монолитных продуктов — ИКС-50, ИКС-100, ИКС-200 и ИКС-300. Имея в основе общий программный код, версии продукта отличались ориентированностью на разное количество пользователей и различались по набору функций.
- 19 октября 2006: ИКС 1.0 — первая версия ИКС, которая лицензируется по количеству пользователей. В версию 1.0 вошла вся функциональность, разработанная с 2004 года по 19.10.2006.
- 27 апреля 2009: ИКС 2.0 — в этой версии был полностью обновлен интерфейс пользователя, переписан существенный объём кода, изменилась внутренняя организация продукта, добавлена система установки обновлений, отслеживания и перехвата ICQ-сообщений, антивирус для HTTP-трафика, шейпер с поддержкой QoS. В связи с неожиданно длительным периодом разработки, было решено отказаться от выпуска версий, радикально меняющих ядро программы, и сосредоточиться на добавлении улучшений и исправлении ошибок.
- 26 января 2010: ИКС 2.1 — проведена большая работа по увеличению производительности в работе межсетевого экрана, фильтров прокси-сервера, обработки статистики.
- 25 марта 2010: ИКС 2.2 — добавлена возможность ограничить скорость при превышении квоты, возможность очистить статистику и логи за заданный промежуток времени.
- 13 сентября 2011: ИКС 2.3.3 — Добавлена система обнаружения вторжений на основе Snort. Провайдеры могут быть настроены на работу с SkyDns, OpenDns и GoogleDns. Добавлена возможность включения/выключения провайдеров и сетей. В сводный отчет можно добавлять графики статистики. При редактировании VPN-сети можно сразу открыть доступ пользователям. Xauth логирует подключения пользователей. И многое другое.[4]
- 1 марта 2012: ИКС 2.4 / 4.0 — Добавлен модуль IP-телефонии с поддержкой протоколов SIP и IAX. Добавлена поддержка 64-битных систем, что позволяет использовать более 4Гб оперативной памяти. Добавлен прокси-сервер для multicast-трафика, что позволяет настроить прохождение внешнего multicast-трафика, такого как IPT-вещания. Изменение версионирования: убрана первая цифра, ИКС версии 2.4 становится ИКС 4.0, основное ядро системы остаётся прежним.
- 26 апреля 2012: ИКС 4.1 — Добавлен модуль DLP. В web-интерфейсе создана страница со сводкой состояния почтового сервера. Добавлена телефонная книга для сервера телефонии. Добавлены дополнительные параметры шифрования и сжатия для OpenVPN-туннелей.
- 11 декабря 2012: ИКС 4.4 — новое ядро FreeBSD 8.3, усовершенствованный почтовый сервер, поддержка IAX и SIP-туннелей, функция WiFi-сетей в режиме клиента и точек доступа, контент-фильтр, приложение Owncloud.
- 20 июня 2013: ИКС 4.5 — Antivirus Kaspersky, функция перехвата https-трафика, авторизация по МАС-адресам, перехват и логирование запросов к популярным поисковым системам.
- 05 ноября 2013: ИКС 4.6 — новое ядро FreeBSD 8.4, Antispam Kaspersky, интеграция с DLP-модулем Zgate, системный раздел переведён на файловую систему ZFS, экспорт для журнала звонков, уведомления для не отвеченных звонков.
- 31.03.2014: ИКС 4.7 — новое ядро FreeBSD 9.2, обновление системы бекапов.
- 30.01.2015: ИКС 4.8 — обновление FreeBSD до версии 9.3, перевод внутренней базы данных на MariaDB 10.
- 16.11.2015: ИКС 4.9 — последнее обновление версии 4, множественные исправления ошибок и недочётов предыдущих версий.
- 01.12.16: ИКС 5.0 — ИКС переведен на новую технологическую платформу и новую систему обновлений, новое ядро FreeBSD 11.0, внедрён новый веб-интерфейс. Параллельно было выпущено несколько патчей на ИКС 4.9 для переноса настроек на версию 5, поскольку прямое обновление невозможно из-за разницы в архитектуре.
- 29.03.17: ИКС 5.1 — Добавлена функция SMS-авторизации для пользователей из локальных сетей, добавлена система обнаружения вторжений.
- 01.01.18 — прекращена поддержка ИКС версии 4 и ниже.
- 15.11.18: ИКС 6.0 — обновление FreeBSD до версии 11.2, множественные улучшения безопасности. Технологическая платформа унаследована от ИКС 5.0.
- 09.04.19: ИКС 6.1 — проведена подготовка платформы ИКС к переходу на систему пакетов, удалены устаревшие и неиспользуемые модули.
- 26.11.19: ИКС 7 — крупное расширение текущего функционала. Среди прочего: внедрение L-7 фильтрации, перевод модуля телефонии на 16 версию Asterisk, реализация собственного web-софтфона Xphone, с помощью которого пользователи могут совершать звонки через web-браузер.
- 14.07.20: ИКС 7.1 - улучшена синхронизация пользователей; в прокси добавлена опция авторизации через Kerberos; добавлена авторизация по звонку в Captive Portal (  публичной wi-fi сети можно авторизовываться путем звонка на определённый номер); возможность создать IPsec-туннели с оборудованием других вендоров (MikroTik, Cisco и пр.); добавлен отдельный порт 587 для подключения SMTP-клиентов.
- 15.12.21 ИКС 9 - в службу импорта пользователей добавлена возможность получать и использовать NetBIOS имена устройств в качестве имен и логинов пользователей; реализован новый режим работы правил телефонии; добавлена поддержка WireGuard для site-to-site соединений; добавлена поддержка нескольких SSTP-сетей.
- 18.02.22 ИКС 9.1 - в модуль статических маршрутов добавлена сортировка столбца "Назначение", обновлены плагины Roundcube, в настройки веб-почты добавлена возможность выбора стиля интерфейса Roundcube, в скрипте автоконфигурации прокси добавлена возможность делать исключения, скорректирована работа подсчёта занятого места на вкладке "Удаление данных" в модуле "Система", важные изменения коснулись утилиты авторизации Xauth.
- 31.05.2022 ИКС 9.2 - в настройках межсетевого экрана в диапазоне адресов появился список объектов-стран, которые можно выбрать в правилах firewall и пользователей (GEO IP); добавлены возможность выбора раздела для хранения статистики и логов системы и возможность выбрать восстанавливаемые данные из резервных копий; в службе VPN появился поиск по пользователям, который можно осуществлять как по логину, так и по имени пользователя.
- 30.09.2022 ИКС 9.3 - изменена логика работы блокировок по геолокации; в детекторе атак Suricata появилась возможность добавления пользовательских правил и импортированы списки блокировок НКЦКИ; в настройки скрипта автоконфигурации добавлена возможность указать доменное имя ИКС как адрес прокси; реализовано создание Wireguard-сетей для конечных пользователей; для роли "администратор группы" добавлена возможность управления доступом к конструктору отчетов.
- 29.12.2022 ИКС 10 - обновлена кодовая база операционной системы до версии FreeBSD 13.1-RELEASE-p5; добавлена новая служба "Аудит", предназначенная для регистрации событий безопасности; в файловом сервере в настройках виртуальных хостов реализованы опции для защиты от простых DOS-атак средствами Nginx; из настроек второй фазы IKE удалены устаревшие алгоритмы шифрования ARC4, Blowfish, CAST128, DES, MD5-HMAC и Skipjack; важные изменения в настройках межсетевого экрана: изменена логика работы исключений в правилах приоритета, а также разрешающих и запрещающих правилах и добавлен автоматический принудительный разрыв соединений пользователя, которые соответствуют адресам в запрещающем правиле, при добавлении (редактировании) запрещающих правил, связанных с этим пользователем, а также при выключении пользователя (или группы с пользователем).

## Собственная разработка Garnet Web Filter
Собственная разработка «А-Реал Консалтинг» программный модуль Garnet Web Filter зарегистрирован в Реестре российского ПО и соответствует всем требованиям, установленным для российских программ.
Web Filter Garnet определяет категории сайта на основе анализа его текстового содержимого при помощи алгоритмов машинного обучения.
Преимущества модуля:
- категории трафика определяются автоматически
- используется алгоритм машинного обучения
- постоянно совершенствуется сервис определения категории
- фильтрация осуществляется на основании требований законодательства РФ

## Награды
- Один из лучших программных продуктов 2011 по версии русского издания журнала PCmagazine[5]
- Экспортер года, награда от Центра экспорта Ярославской области

## Примечание
1. ↑  Интернет Контроль Сервер - программа для управления любой работой в сети Интернет. xserver.a-real.ru. Дата обращения: 19 декабря 2019. Архивировано 19 декабря 2019 года.
2. ↑  Межсетевой экран ИКС получил сертификат ФСТЭК. Интернет Контроль Сервер (7 августа 2024).
3. ↑  Антивирусные модули для Интернет Контроль Сервера. xserver.a-real.ru. Дата обращения: 19 декабря 2019. Архивировано 19 декабря 2019 года.
4. ↑  Игорь Осколков, «Интернет Контроль Сервер», или При чём здесь «Звёздные войны»  Архивная копия от 28 февраля 2012 на Wayback Machine// 3Dnews, 13.10.2011
5. ↑  pcmag.ru/reviews/sub_detail.php?ID=45662&SUB_PAGE=0 Лучшие программные продукты — 2011